# Timothy Keller
Timothy J. Keller (Allentown, Pensilvania, 23 de septiembre de 1950-Nueva York, 19 de mayo de 2023) fue un pastor, teólogo y apologeta estadounidense.
Keller fue presidente y co-fundador de Redeemer City to City, una organización que entrena pastores para servir alrededor del mundo. Fue el pastor fundador de Redeemer Presbyterian Church en la ciudad de Nueva York, y fue el autor de varios libros incluidos dentro de los más vendidos según The New York Times: El Dios pródigo: el redescubrimiento de la esencia de la fe cristiana (2015), La oración: experimentando asombro e intimidad con Dios (2017) y ¿Es razonable creer en Dios?: convicción, en tiempos de escepticismo (2017). La precuela para este último libro también fue escrita por Keller, y se titula Una fe lógica: argumentos razonables para creer en Dios (2017).

## Biografía
Keller fue criado en Lehigh Valley, Pennsylvania. Se había graduado de Bucknell University (BA, 1972), Gordon-Conwell Theological Seminary (M.Div., 1975) y el Westminster Theological Seminary, donde recibió su Doctorado del Ministerio en 1981, bajo la supervisión de Harvie M. Conn. Se convirtió en cristiano mientras estaba en Bucknell University, debido al ministerio de InterVarsity Christian Fellowship, del cual luego sirvió como parte del equipo ministerial. Él fue ordenado por Presbyterian Church in America (PCA) y sirvió como pastor en Virginia por nueve años, mientras servía como director de church planting for the PCA. También fue miembro de la facultad de Westminster Theological Seminary, in Philadelphia, Pennsylvania, donde él y su esposa Kathy estaban involucrados en el ministerio urbano y continúa como profesor adjunto de teología práctica.
Keller fue reclutado por su denominación para empezar Redeemer Presbyterian Church en Manhattan en 1989 a pesar de su relativa falta de experiencia y después que dos habían rechazado la posición. Comenzó a reunirse con un grupo de jóvenes profesionales que asistían a la DeMoss House, un ministerio de la Cruzada Estudiantil y Profesional para Cristo. La iglesia pasó de estas pequeñas reuniones iniciales a reuniones de unos pocos cientos de personas dentro del primer año. Hoy en día la asistencia de la iglesia es de más de 5000 cada semana.
En 2008 Keller su primer libro en 20 años (desde su reporte a su denominación en el ministerio diaconal llamado “Ministries of Mercy” en 1989). El libro, llamado The Reason for God, se basó en las objeciones comunes a la fe cristiana escuchadas durante su ministerio en New York City. El libro alcanzó el n.º 7 en la New York Times Nonfiction bestseller list, y Keller desde entonces ha continuado escribiendo libros basados en su ministerio, llegando a ser una bien conocida figura en su carrera como pastor.
Murió a los 72 años mientras recibía en su hogar cuidados paliativos por un cáncer de páncreas. 

## Ministerio
Keller ha sido descrito como un "C. S. Lewis para el siglo 21", aunque ha rechazado las comparaciones con este teólogo . Tiene una predicación relevante, y poco común para muchos pastores ultra-conservadores en sus formas de predicar. Usando analogías contemporáneas a esta época, para dejar más claro el mensaje de la Escritura,como Jesús las hizo en su tiempo.
La cobertura de los medios de comunicación lo han tratado como una anomalía: "el pastor que logro llevar al cristianismo a los yuppies y los intelectuales de Manhattan".

### Redeemer Presbyterian Church
Redeemer Presbyterian Church creció de 50 personas a un total de más de 5000 personas cada domingo, llevando a algunos a llamarle "el evangelista cristiano más exitoso de la ciudad". En 2004 Christianity Today eligió a la iglesia Redeemer como "una de las iglesias más importantes de Manhattan", y, según un estudio realizado en 2006 de los 2000 líderes americanos de iglesias, es el 16vo más influyente líder de iglesias en América.
Redeemer Presbyterian Church también ha fundado Hope for New York, una organización sin fines de lucro que envía voluntarios a más de 40 ministerios sirviendo en las necesidades de New York City,  El Center for Faith and Work Archivado el 15 de mayo de 2014 en Wayback Machine. entrena profesionales en teología cristiana, y Redeemer City to City (formalmente Redeemer Church Planting Center) entrena y provee fondos a pastores en New York y otras ciudades.
Keller fue co-fundador de Coalición por el Evangelio, un grupo de líderes reformados de todo Estados Unidos.

## Obras
Timothy Keller llegó a ser un autor prolífico y sus escritos han recibido una buena acogida dentro del público cristiano. Algunos de sus libros son los siguientes:
| Año  | Título                                                                                            | Editorial            | Ciudad                    | ISBN          | Notas sobre la edición |
| ---- | ------------------------------------------------------------------------------------------------- | -------------------- | ------------------------- | ------------- | --- |
| 2011 | Dioses falsos: las huecas promesas del dinero, el sexo y el poder; y la única esperanza verdadera | Vida                 | Miami, Estados Unidos     | 9780829758979 | Extraído de la contraportada: «Éxito, amor verdadero y la vida que siempre has deseado. [...] La verdad es que hicimos de estas cosas buenas dioses pequeños ―dioses que no nos pueden dar lo que realmente necesitamos―. Solo hay un Dios que puede satisfacer por completo todos tus deseos».                                                                                       |
| 2012 | Iglesia centrada: cómo ejercer un ministerio equilibrado y centrado en el evangelio en su ciudad  | Vida                 | New York, Estados Unidos  | 9780829762532 | Extraído de la contraportada: «A muchos pastores les cuesta un gran esfuerzo convertir sus principios teológicos en un ministerio fructífero en los lugares que han sido llamados a alcanzar. No les es suficiente saber lo que se debe creer (la teología), o la forma en que se debe trabajar en el ministerio (la metodología). Necesitan algo que se halle entre ambos extremos». |
| 2013 | La cruz del rey: la historia del mundo en la vida de Jesús                                        | Andamio              | Barcelona, España         | 9788415189930 | Extraído de la contraportada: «Quizás sepas que King’s Cross (La Cruz del Rey) es una estación de ferrocarril en Londres, Inglaterra, que los libros de Harry Potter han inmortalizado. Sin embargo, capta tan bien el significado de la vida de Jesús que no pude evitar utilizar ese nombre para el título de este libro».                                                          |
| 2015 | El Dios pródigo: el redescubrimiento de la esencia de la fe cristiana                             | Andamio              | Barcelona, España         | 9788494377747 | Extraído de la contraportada: «En este libro, Timothy Keller utiliza la historia del hijo pródigo para arrojar luz al mensaje central de Jesús: el evangelio de gracia, esperanza y salvación; con el fin de llegar al fundamento de la fe cristiana». |
| 2016 | Encuentros con Jesús: respuestas inesperadas a las preguntas más grandes de la vida               | Poiema Publicaciones | Medellín, Colombia        | 9781944586096 | Extraído de la contraportada: «Jesús cambió la vida de cada persona que conoció en los Evangelios cuando se encontró con ellos y les dio respuestas inesperadas a sus preguntas más grandes. Estos encuentros todavía pueden responder nuestras preguntas y dudas hoy». |
| 2016 | Justicia generosa: cómo la gracia de Dios nos hace justos                                         | Andamio              | Barcelona, España         | 9788494503207 | Extraído de la contraportada: «Keller examina pasajes bíblicos clave que promueven la práctica justa y desvela que solo a través de una experiencia profunda de la gracia de Dios obtendremos la motivación para preocuparnos de los pobres». |
| 2017 | La oración: experimentando asombro e intimidad con Dios                                           | B&H Publishing Group | Nashville, Estados Unidos | 9781433644573 | Extraído de la contraportada: «Keller ofrece orientación bíblica como así también oraciones específicas para ciertas situaciones, tales como lidiar con la muerte de un ser querido, las pérdidas, el amor y el perdón». |
| 2017 | Una fe lógica: argumentos razonables para creer en Dios                                           | B&H Publishing Group | Nashville, Estados Unidos | 9781433644559 | Extraído de la contraportada: «Escrito para el que está buscando pero se encuentra indeciso, así como para el escéptico secular, Una fe lógica arroja luz sobre el profundo valor y la importancia del cristianismo, ahora más pertinente que nunca». |
| 2017 | ¿Es razonable creer en Dios?: convicción, en tiempos de escepticismo                              | B&H Publishing Group | Nashville, Estados Unidos | 9781433644979 | Extraído de la contraportada: «Mediante literatura, filosofía, antropología, cultura popular y razonamiento intelectual, Keller explica cómo la creencia en un Dios cristiano es, de hecho, una creencia racional y sana». |
| 2017 | La predicación: compartir la fe en tiempos de escepticismo                                        | B&H Publishing Group | Nashville, Estados Unidos | 9781433645211 | Extraída de la contraportada: «Mediante esta guía fácil de obtener tanto para pastores como para laicos, Keller ayuda al lector a aprender a presentar el mensaje de la gracia de una manera más cautivante, apasionada y compasiva». |
| 2017 | Navidad escondida: la asombrosa verdad detrás del nacimiento de Jesús                             | Andamio              | Barcelona, España         | 9788494721571 | Extraído de la contraportada: «El mensaje de la Navidad es que “sobre los que vivían en densas tinieblas la luz ha resplandecido”. Hay que darse cuenta de que no dice que del mundo surgiese una luz, sino que sobre el mundo una luz ha resplandecido. Ha venido de afuera. Hay luz fuera de este mundo y Jesús ha traído esa luz para salvarnos».                                  |
| 2017 | Ministerios de misericordia: encarnando la parábola del buen samaritano                           | Poiema Publicaciones | Medellín, Colombia        | 9781944586287 | Extraído de la contraportada: «Timothy Keller muestra que cuidar de estas personas es responsabilidad de cada creyente, y que dicho cuidado es tan fundamental en la vida cristiana como el evangelismo, el discipulado y la adoración. Pero Keller no se queda en el deber; nos muestra cómo podemos llevar a cabo este vital ministerio como individuos, familias e iglesias».      |
| 2018 | Caminando con Dios a través de el dolor y el sufrimiento                                          | Poiema Publicaciones | Medellín, Colombia        | 9781944586850 | Extraído de la contraportada: «Timothy Keller enfrenta esta pregunta y nos muestra que hay una razón detrás del dolor y el sufrimiento, argumentando con fuerza y solidez que esta parte esencial de la experiencia humana solo puede ser superada al entender nuestra relación con Dios».                                                                                            |
| 2018 | Toda buena obra: conectando tu trabajo con el trabajo de Dios                                     | B&H Publishing Group | Nashville, Estados Unidos | 9781462791798 | Extraído de la contraportada: «Animándote a estar firme en tu fe en los espacios de trabajo que quieren “ganar a todo costo”, Keller te ayuda a llevar tus creencias de la iglesia al trabajo, a mantenerte fiel a tus valores, a tomar decisiones que honran a Dios y mucho más». |